# Mother
"Mother" je pjesma engleskog progresivnog rock sastava Pink Floyd. Objavljena je na albumu The Wall 1979. godine.

## Kompozicija
Dinamika pjesme se mijenja iz tihih dijelova u glasnije. Pjesma je instrumentalistički bogata; gitare, orgulje, klavir, bubnjevi i bas-gitara neki su od instrumenata u pjesmi. Pjesma završava nešto sporijim stihom: "Mother did it need to be so high?"

## Radnja
I pjesma "Mother" govori jedan dio priče o postupnoj izolaciji glavnog lika Pinka. Pjesma govori o razgovoru Pinka (glas mu daje Roger Waters) i njegove majke (glas joj daje David Gilmour). U pjesmi saznajemo kako se Pinkova majka prema Pinku odnosila prezaštitnički, pomažući mu tako sagraditi zid da ga zaštiti od vanjskog svijeta koji je njegova majka smatrala okrutnim ("of course mother's gonna help build the wall"). Ona želi da Pink ostane s njom i na njezinoj strani čak i nakon što odraste i bude sposoban brinuti se sam za sebe. Ona ne zna kako će podnijeti kada Pink odraste i zaljubi se.

## Film
U filmu se vidi slika Pinka i njegove supruge na noćnom ormariću dok Pink pokušava dobiti nekoga na telefon. Nakon što Pink ostavi telefon, vidimo kratko Pinkovo prisjećanje njega i njegove supruge kako se ljube, iz čega tada saznajemo da je Pink pokušavao nazvati nju na telefon. Kad pjesma počne, Pink grli jastuk, zatim vidimo kratak prikaz mladog Pinka u naručju svoje majke. Dok se Pink pita "Will they try to break my balls?", mladi Pink sjedi u hodniku škole, ispred ureda ravnatelja.
Sljedeća scena prikazuje mladog Pinka usred učenja kako gasi svjetla, pali cigaru i kroz dalekozor gleda susjedu koja se presvlači. Dok Pink uživa u "striptiz predstavi" susjede, njegova majka ulazi u sobu. Ovaj trenutak je prekinut scenom odraslog Pinka kako gleda nogometnu utakmicu, dok njegova supruga svlači odjeću sa sebe, pokušavajući pridobiti njegovu pažnju. I dok ona gola sjedi pred njim, Pink se samo pomakne u stranu da može nastaviti gledati utakmicu u miru. U ovom kratkom dijelu filma može se shvatiti koliko je prezaštićenost Pinka od strane njegove majke utjecalo na njega. Naime, u ovom dijelu smo vidjeli veliku razliku: mladi Pink je živio normalnu seksualnost u mladim danima, ali prezaštićenost njegove majke je utjecala i na Pinkov seksualni život, pa tako u zreloj dobi Pink ima potpuno drugačije gledište o seksu, (mladi Pink gleda golu susjedu, a odrasli Pink ne obraća pažnju na golu suprugu ispred sebe) na što je uvelike utjecao odgoj majke.
Sljedeća scena prikazuje oznojenog mladog Pinka kako leži na krevetu, dok doktor i njegova majka pričaju o Pinkovoj prehladi. U ovoj sceni stih iz pjesme ("Is it just a waste of time") je zamijenjen stihom ("Mother, am I really dying"). Nakon što majka ugasi svjetlo, pojavljuju se sjene na stropu, podsjećajući na maske koje su nosili učenici za vrijeme pjesme "Another Brick in the Wall (Part II)". Prizor uplaši mladog Pinka, te se on odšulja u majčinu sobu u legne kod nje u krevet. Nakon toga slijedi scena pokazujući Pinka kako spava pritom dodirujući suprugino rame, nakon čega se supruga samo okrenula od njega u krevetu, naglašujući sve lošiji Pinkov seksualni život. Sljedeća scena ponovno prikazuje mladog Pinka kako trči svojoj majci u krevet, ali ovoga puta u krevetu nalazi osušeno truplo svog mrtvog oca kraj majke. Nakon te scene počinje Gilmourov solo na gitari, tada slijedi scena Pinkovog vjenčanja u matičnom uredu, nakon čega vidimo Pinka kako svira na klaviru dok njegova supruga pokuša privući pažnju. Kada vidi da Pink ne obraća pažnju na nju, zanemarena supruga napušta prostoriju a Pink nastavi svirati klavir. Kasnije ona nalazi utjehu i ljubav u aktivistu protiv nuklearnog naoružanja. Isti dan, Pink ne uspije dobiti na telefon svoju suprugu i legne u krevet. Kad pjesma završi Pink nazove suprugu ali javi mu se suprugin novi muškarac i poklopi slušalicu. Pink, shvateći što je učinio, Pink pušta slušalicu i spuže se uza zid.

## Zahvale
- David Gilmour - vokal (refren),[1] gitara,[1] bas-gitara[1]
- Roger Waters - vokal (Strofa 1 i 3),[1] akustična gitara[1]
- Bob Ezrin - orgulje,[1] klavir[1]
- Jeff Porcaro - bubnjevi[1]

## Vanjske poveznice
- Fitch, Vernon. The Pink Floyd Encyclopedia (3rd edition), 2005. ISBN 1-894959-24-8